# Стара Капела (Дубрава)
Стара Капела (хорв. Stara Kapela) — населений пункт у Хорватії, в Загребській жупанії у складі громади Дубрава.

## Населення
Населення за даними перепису 2011 року становило 192 осіб.
Динаміка чисельності населення поселення:

## Клімат
Середня річна температура становить 10,78 °C, середня максимальна – 25,11 °C, а середня мінімальна – -5,79 °C. Середня річна кількість опадів – 799 мм.
| Клімат поселення                              | Клімат поселення | Клімат поселення | Клімат поселення | Клімат поселення | Клімат поселення | Клімат поселення | Клімат поселення | Клімат поселення | Клімат поселення | Клімат поселення | Клімат поселення | Клімат поселення | Клімат поселення |
| Показник                                      | Січ.             | Лют.             | Бер.             | Квіт.            | Трав.            | Черв.            | Лип.             | Серп.            | Вер.             | Жовт.            | Лист.            | Груд.            |                  |
| Середній максимум, °C                         | 5,91             | 8,00             | 12,57            | 16,82            | 22,11            | 25,11            | 24,31            | 23,73            | 19,76            | 14,75            | 9,38             | 4,71             |                  |
| Середня температура, °C                       | 0,07             | 2,18             | 6,70             | 10,98            | 16,25            | 19,27            | 20,54            | 19,96            | 15,98            | 10,98            | 5,59             | 0,95             |                  |
| Середній мінімум, °C                          | −5,79            | −3,68            | 0,87             | 5,12             | 10,41            | 13,42            | 16,76            | 16,18            | 12,20            | 7,18             | 1,80             | −2,84            |                  |
| Норма опадів, мм                              | 44               | 43               | 50               | 61               | 74               | 88               | 76               | 74               | 73               | 74               | 81               | 61               |                  |
| Середньомісячна швидкість вітру, м/с          | 2.10             | 2.30             | 2.70             | 2.56             | 2.39             | 2.10             | 2.10             | 1.90             | 1.90             | 2.00             | 2.10             | 2.10             |                  |
| Середньомісячна сонячна радіація, кДж/м²·день | 4073             | 6886             | 10676            | 15087            | 19275            | 21289            | 22077            | 19337            | 14265            | 8802             | 4554             | 3332             |                  |
| --------------------------------------------- | ---------------- | ---------------- | ---------------- | ---------------- | ---------------- | ---------------- | ---------------- | ---------------- | ---------------- | ---------------- | ---------------- | ---------------- | ---------------- |
| Джерело:                                      |                  |                  |                  |                  |                  |                  |                  |                  |                  |                  |                  |                  |                  |